# Đạn

Mặt cắt ngang của một viên đạn, với cấu tạo bao gồm: 1 - Đầu đạn; 2 -Vỏ đạn; 3 - Thuốc súng; 4 - Đế tròn; 5 - Kíp nổ (ngòi kích nổ).

Đạn là một loại vũ khí dùng để sát thương cho đối phương hoặc phá hủy mục tiêu. Đạn có thể được bắn từ các cung, nỏ, súng, máy/giàn phóng. Đạn cũng có thể được ném bằng tay..
Đạn 彈/磾 là bộ phận gây sát thương trong hệ thống súng và đạn. Theo các từ điển cổ của Trung Hoa, đạn nguyên nghĩa là vật tròn, nhỏ, bắn bằng cung, ná.
Thời cổ đại, đầu đạn đầu tiên được bắn đi từ nỏ hoặc máy bắn đá. Lúc đó đã có đạn như thùng dầu trộn chất oxy hóa cháy rất mạnh (dầu trộn diêm sinh), hay những khối đá lớn công thành. Cũng đã có những đạn trái phá sơ khai nhồi thuốc nổ yếu, khi nổ bắn mảnh văng sát thương và phá hủy công trình bằng sóng nổ. Đến khi có súng thần công đã có những đạn tròn bằng gang, bắn thẳng hay bắn nhảy đập đất, đạn trái phá nhồi thuốc nổ có ngòi cháy chậm, đạn mẹ chứa nhiều đạn con...
Ngày nay, trong tiếng Việt, từ "đạn" đôi khi bị nhầm lẫn. Đôi khi, "đạn" để chỉ một cơ cấu ghép với nhau gồm "ống liều", "đầu đạn", "liều phóng" và các thành phần khác, tương tự từ "cartridge" trong tiếng Anh. Trong trường hợp này, người ta dùng "đầu đạn" để chỉ phần đạn được bắn đi. Đôi lúc, từ "đạn" lại chỉ phần "đầu đạn" của trường hợp trên, ví dụ dùng trong các loại súng bắn liều phóng rời như súng cối hay pháo, hoặc trong văn học như từ "trúng đạn". Thông dụng nhất là trường hợp đề cập trên cùng; "đạn" tương đương với "cartridge" tiếng Anh, gồm cả "ống liều", "đầu đạn" và "liều phóng". "Vỏ đạn" tương ứng với từ "case" trong tiếng Anh, "đầu đạn" nhỏ tương ứng với từ "bullet", "đầu đạn" lớn tương ứng với từ "projectile".

## Lịch sử

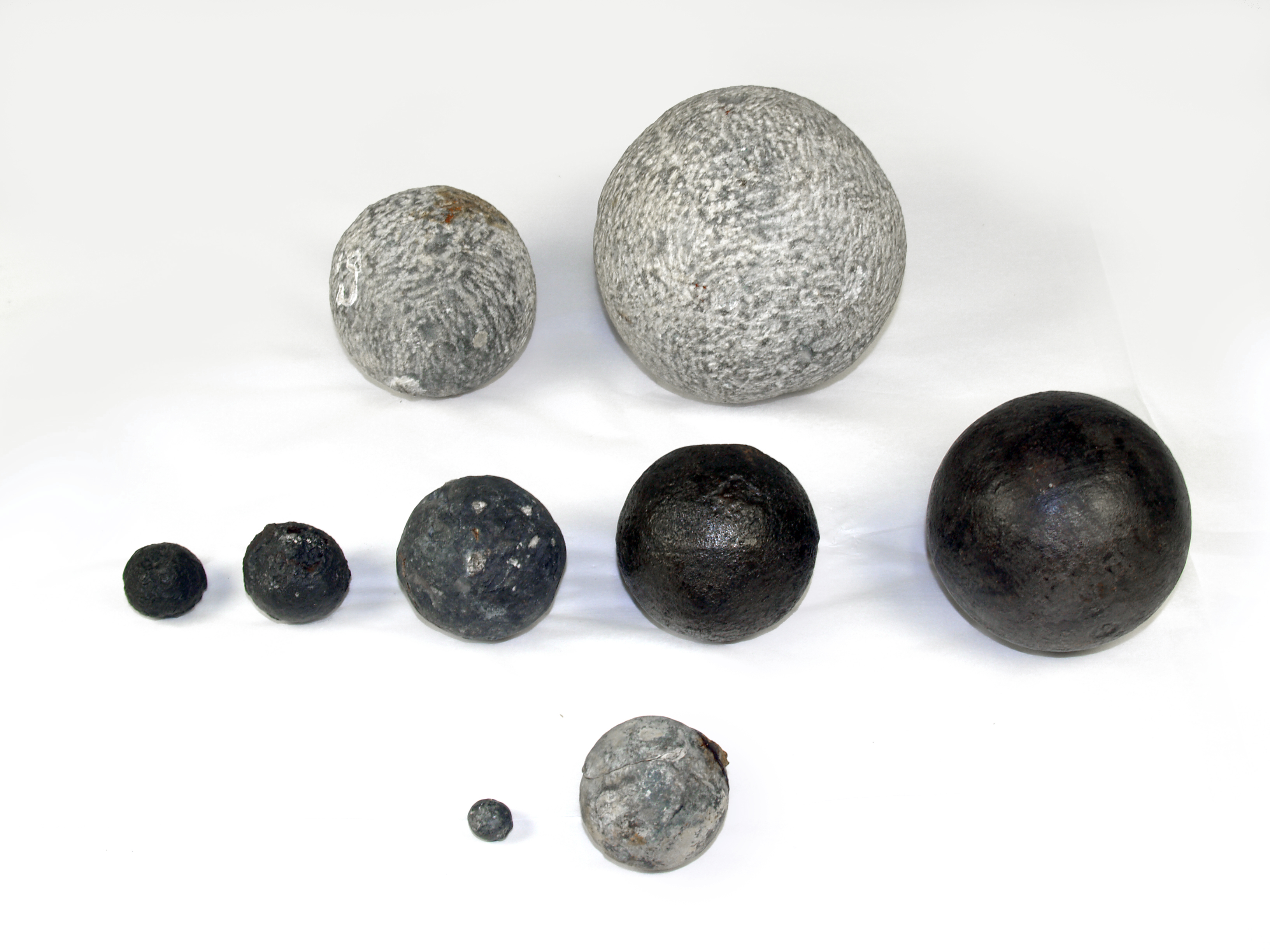
Đạn tròn từ tàu chiến Mary Rose của Anh thế kỷ 16, thể hiện cả đạn đá và bi sắt

Thuốc súng đầu tiên được ghi nhận sử dụng ở châu Âu là vào năm 1247, thực ra nó đã được phát minh ra ở Trung Quốc vào thế kỷ thứ 9. Súng thần công xuất hiện vào năm 1327, và súng cầm tay vào năm 1364. Các loại đạn ban đầu được làm bằng đá. Cuối cùng, người ta phát hiện ra rằng đá sẽ không thể xuyên phá các công sự mà cũng được xây bằng đá, dẫn đến việc sử dụng các vật liệu dày hơn để làm đạn. Đạn pháo cầm tay cũng được phát triển theo cách như thế. Trường hợp đầu tiên được ghi lại về một viên đạn bằng kim loại bắn xuyên giáp bằng súng thần công là vào năm 1425. Viên đạn được lấy từ xác tàu Mary Rose (chìm năm 1545, được trục vớt năm 1982) có kích thước khác nhau, một số làm bằng đá trong khi một số khác lại làm bằng gang.
Sự phát triển của culverin cầm tay (tiền thân của súng hỏa mai) và loại súng hỏa mai châm ngòi bằng diêm đã dẫn đến việc người ta dùng các viên bi chì đúc làm đạn. Viên đạn súng hỏa mai tròn ban đầu có kích thước nhỏ hơn lỗ của nòng súng. Đầu tiên, đạn được nạp vào thân súng nằm trên thuốc súng. Sau đó, một số loại vật liệu được sử dụng làm lớp đệm giữa viên đạn và thuốc, cũng như phủ lên viên đạn đó để giữ cho nó cố định, chắc chắn trong nòng súng (đạn mà không bám chắc vào thuốc có nguy cơ làm phát nổ thân khẩu súng).
Đạn vuông có nguồn gốc gần như từ trước cả nền văn minh và được sử dụng bởi những người dùng súng cao su. Chúng thường được làm bằng đồng hoặc chì. Ứng dụng đáng chú ý nhất của thiết kế đạn vuông được thực hiện bởi James Puckle và Kyle Tunis, những người đã cấp bằng sáng chế cho chúng, nơi mà loại đạn này được sử dụng ngắn hạn trong một phiên bản của súng Puckle. Việc ứng dụng sớm những thứ này trong thời kì thuốc súng đen đã sớm bị ngừng lại do đường bay của đạn không đều và khó đoán trước.

## Đạn thần công cận đại
Thời cận đại, súng thần công bắn đạn có động năng lớn để phá vỡ thành trì. Đạn được làm bằng gang đặc đúc hình cầu, hoặc đá mài tròn, sau cuộc chiến, người ta đi nhặt đạn gang về dùng lại. Đạn cầu để khi quay lộn trong không khí giảm tản mát. Lúc đó, chưa nhồi được nhiều thuốc nổ bắn trái phá góc thấp đi xa, có lẽ do chưa có biện pháp chống trái phá nổ ngoài ý muốn. Các lựu pháo bắn đạn trái phá góc thấp nhồi ít thuốc bắn kiểu đập đất nảy lên để thêm tầm văng. Lúc đó còn có đạn ria, đạn gồm bi chì, mảnh gang nhỏ, đặt trong một cái hộp hở miệng, nhồi hộp vào pháo như nhồi đạn cầu, bắn xong nếu còn giữ được trận địa thì đi nhặt hộp về.
Paixhans người Pháp đã chế ra pháo bắn đạn trái phá nhồi nhiều thuốc đẩy vào giữa thế kỷ 19. Đến nay lựu pháo bắn đạn nhồi nhiều thuốc nổ, bắn đạn hạng nặng đi xa. Đạn không còn hình cầu nữa mà dài ra, giảm sức cản. Đạn dài giữ được hướng, không quay lộn nhờ hai cơ chế: xoay ổn định và cánh ổn định. Đạn xoay ổn định được thiết kế sao cho tâm khí động cách xa tâm khối lượng, quay quanh trục đạn như con quay, tương tác với không khí, luôn đẩy tâm khối lượng đi sau tâm khí động. Đạn cánh ổn định như mũi tên, cánh đuôi làm hơi nghiêng để đạn xoay nhẹ trong không khí, bù các sai số chế tạo. Thiết kế nếu để đường kính lớn và xoáy nhanh quá thì đạn có thể bị lộn đầu.
Ngày nay, đạn có rất nhiều loại, như đạn súng, đạn pháo, đạn súng cối hay đạn xuyên giáp,...

## Đạn nhỏ
Thời cổ dùng đầu đạn chì, đạn này mềm hạn chế mài nòng ngày đó vốn tồi. Đạn chì có tỷ khối lớn giảm lực cản. Nhưng đạn tản mát lớn, đầu thế kỷ 19, súng trường bắn trúng mục tiêu to bằng người thật với tỷ lệ chỉ vài phần trăm. Đầu thế kỷ 19 người ta chế ra súng nạp đạn sau thay cho súng nhồi miệng nòng, nhưng vẫn nhồi thuốc nổ rời đong từ đấu đong, rồi lèn bằng đạn rời.
Lúc đó cũng có đạn ria dùng nhiều đạn nhỏ, nhưng bắn không xa, ngày nay vẫn dùng cho súng săn.
Cũng trong thế kỷ 19, người ta chuyển dần súng trường sang súng nòng xoắn, bắn đầu đạn dài nhọn, liền vỏ. Mồi lửa thay bằng mồi đá lửa rồi mồi hạt lửa, thiết kế sơ khai đặt hạt lửa bên hông liều phóng. Sau đó là đạn "giữa", tức hạt lửa đặt ở tâm đế ống liều. Ống liều và đạn làm bằng đồng, vốn mềm và có tỷ khối lớn. Sang thế kỷ 20, đồng chỉ còn dùng làm ống liều để tăng độ bền nòng. Cuối thế kỷ XX thì xuất hiện nhiều vật liệu thay thế. Thường lõi đạn nhỏ làm bằng thép cứng. Cuối thế kỷ 20 cũng có một số đạn nhỏ dùng vật liệu mật độ cao.
Một số đầu đạn bắn tỉa tăng sát thương bằng cách tách làm hai khi đâm vào trong mục tiêu, một số đạn AK hiện đại làm lệch tâm để xoáy mạnh tăng sát thương.

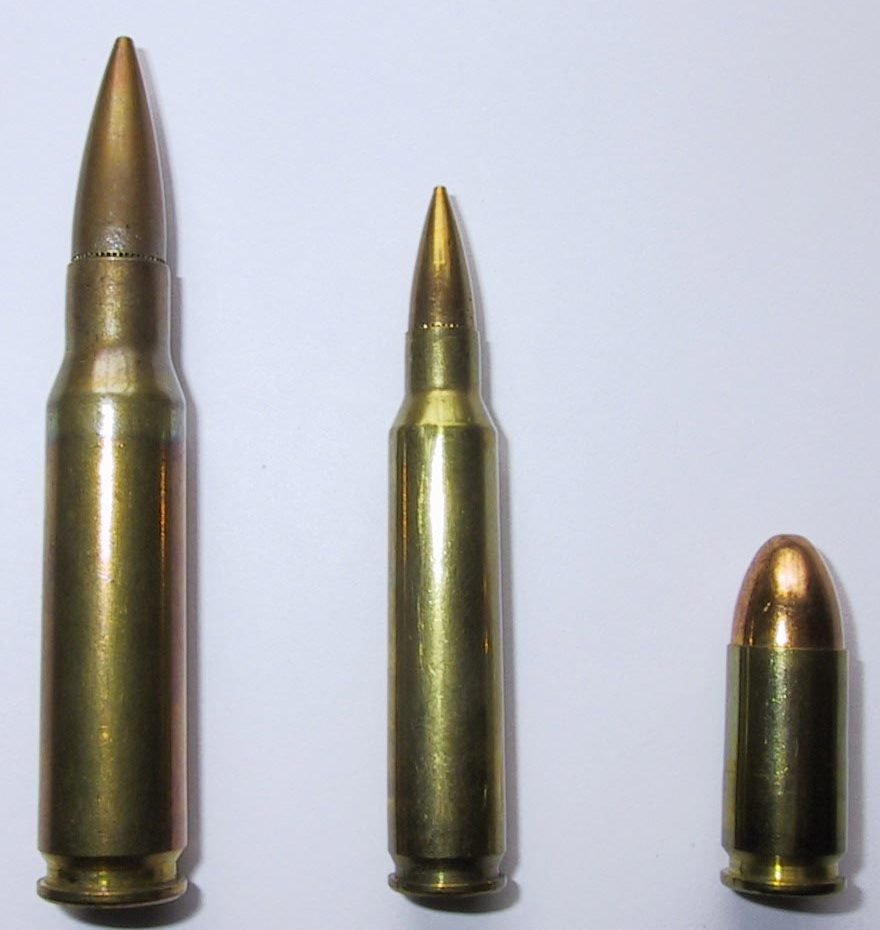
các đạn theo các tiêu chuẩn 7.62mm NATO (0,308 inch Winchester), 5.56mm NATO (0,223 Remington) và 9mm Parabellum.

Các nước và khối quân sự đưa ra các loại tiêu chuẩn đạn riêng, để dễ trang bị, hậu cần. Các súng sẽ được thiết kế theo đạn tiêu chuẩn đó; tiêu chuẩn bao gồm hình dáng, kích thước, độ dày, khối lượng, loại thuốc phóng và tốc độ cháy... Ví dụ về các tiêu chuẩn như:
7.92x57mm Mauser Đức hồi thế chiến 2.
9x19mm Parabellum Ngày nay NATO dùng cho súng ngắn.
9x18mm Nga và Trung Quốc dùng cho súng ngắn.
7.62×51 NATO dùng cho súng trường hạng nặng.

## Đạn lớn
Đầu thế kỷ XIX, người ta sử dụng chủ yếu súng cối để bắn trái phá đi xa, lựu pháo bắn trái phá đi gần, còn các pháo mạnh bắn đạn đặc. Các súng lúc đó hầu như nòng trơn, đạn cầu. Đến đầu thế kỷ 20, người Đức mới hoàn thiện đại bác bắn đạn xuyên phá, nhồi nhiều thuốc đẩy và thuốc nổ trong trái phá, đạn không nổ trong nòng súng, không nổ khi đập vào giáp thép dịch, xuyên vào trong mới nổ. Bí quyết thuốc đẩy và thuốc nổ ổn định đó dựa vào hai chất nổ là TNT và Thuốc súng không khói. Chúng trộn thêm một số phụ gia sẽ rất rắn chắc, không võ viên tạo bột, thay đổi tốc độ cháy ngoài ý muốn. Đạn dùng diệt bộ binh có thể lắp ngòi chạm nổ nhậy, để đạn không xuyên xuống đất rồi mới nổ. Ngòi này nhậy nhưng an toàn, không nổ trong nòng súng.

## Đạn pháo phổ biến

### Đạn sát thương (Anti-personnel - APERS)
Đạn sát thương (chống bộ binh) còn gọi là đạn nổ mạnh văng mảnh (High explosive fragmentation - HE-FRAG). Đạn chứa một lượng lớn thuốc nổ và vỏ vỡ thành nhiều mảnh, phá công sự tường gạch đất và vang mảnh sát thương. Thông thường đạn có ngòi chạm nổ ở đầu, có thể thiết lập cơ chế nổ; nổ ngay, nổ khi xuyên mục tiêu (dưới 1 mét) hay nổ bằng ngòi cháy chậm đảm bảo xuyên hết tường. Đạn 125mm bắn từ xe tăng Nga còn lắp ngòi nổ cảm biến điện tử, khi đi qua hệ thống nạp đạn điện tử, hệ thống này lập trình cho ngòi, đảm bảo đạn phát nổ ở tầm cần thiết, rất hiệu quả khi bắn máy bay. Các đạn bắn từ súng yếu có thể chứa bi, còn đạn bắn từ súng mạnh thường có vỏ hợp kim giòn. Như đạn 3Sh-7 125mm Nga nặng 23 kg, chứa hơn 3 kg hỗn hợp thuốc nổ RDX và bột nhôm, khi nổ tạo ra 4700-4800 mảnh 1,26g  văng ở tốc độ 1 km/s.

### Đạn nổ mạnh (High Explosive - HE)
Đạn nổ mạnh có vỏ làm bằng thép tốt, lắp ngòi nổ. Đạn phải thiết kế sao cho không vỡ và không kích nổ khi gặp tường, giáp. Sau khi xuyên qua tường giáp mới nổ. Đạn nổ mạnh nhồi nhiều thuốc nổ hơn Đạn sát thương, nên còn được gọi là đạn trái phá. Đạn trái phá thường có khối lượng lớn. Súng bắn đạn này cũng được dùng để bắn các loại khác như đạn khói, đạn truyền đơn, đạn hóa học, đạn phóng xạ. Đạn nặng dẫn tới đạn đạo cong.

### Đạn nổ mạnh chống tăng (High Explosive Anti-Tank - HEAT)
Đạn ứng dụng Lượng nổ lõm (hiệu ứng Munroe) để xuyên giáp. Nhưng ngày nay, để chống xe tăng hiện đại, đạn được bố trí nhiều tầng liều lõm thuốc nổ mạnh. Đạn được lắp cơ chế ngòi cực nhạy, có nắp bảo vệ ngòi và điểm hỏa ở thời điểm chính xác. 3BK-31 125mm Nga xuyên được hàng mét thép cán là một ví dụ.
Đạn nổ mạnh chống tăng có hai kiểu thiết kế. Một kiểu ống và một kiểu dùng tấm tích năng lượng. Kiểu dùng tấm tích năng lượng có góc mở rộng, sức xuyên nhanh chóng phân tán, nhưng thuận tiện khi sử dụng, nhẹ, hay dùng cho các đầu đạn có động năng thấp. Đạn đại bác thường dùng liều nổ lõm kiểu ống nhiều tầng, sức xuyên rất mạnh.

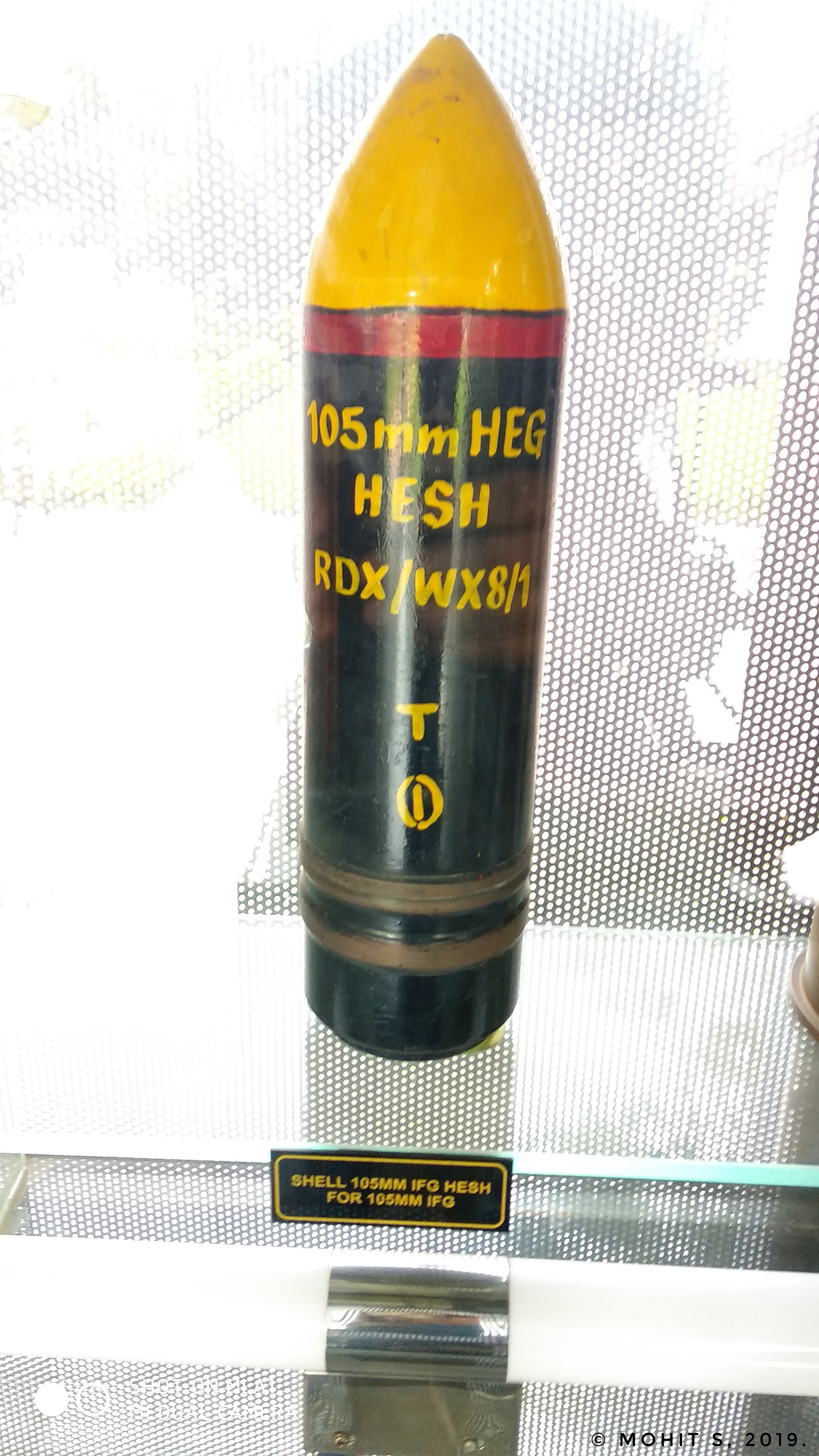
Đạn pháo HESH 105mm

### Đạn nổ dẻo (High Explosive Plastic - HEP và High Explosive Squash Head - HESH)
Đạn được thiết kể để nổ ép; khi chạm mục tiêu, đầu đạn (chứa thuốc nổ dẻo) dẹt ra tăng tiết diện tiếp xúc thuốc nổ lên mục tiêu, ngòi nổ đuôi chạm nổ quán tính kích nổ đạn ngay sau đó. Đầu đạn nổ dẻo không gây hiệu ứng xuyên phá mục tiêu. Hiệu ứng nổ dẻo, ngược lại, dùng sóng nổ (shockwave) xé nát lớp giáp phía bên kia mục tiêu, tạo mảnh văng gây sát thướng và phá hủy phương tiện/công sự. Đạn nổ mạnh dẻo thường sử dụng chống các loại giáp mỏng.

### Đạn xuyên giáp

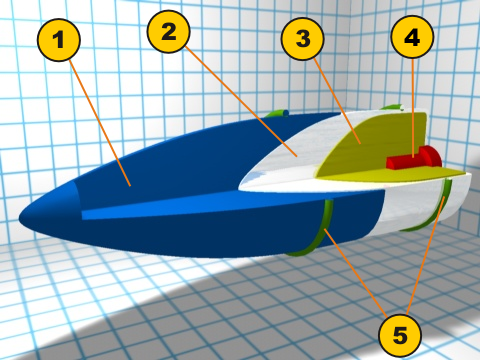
Hình vẽ cắt bổ một quả đạn APC.
1 kim loại mềm nhẹ.
2 hợp kim thép cứng khoan mục tiêu.
3 liều nổ phá.
4 ngòi.
5 đai đạn (để miết vào rãnh xoắn).

#### Đạn xuyên giáp (Armor Piercing - AP)
Đạn xuyên giáp loại này không nhồi thuốc nổ. Đạn có đuôi lửa, có thể có chóp gió hay không có chóp gió. Sức xuyên phá loại đạn này hoàn toàn do động năng và đặc tính của thân đạn (còn gọi là lõi xuyên).

#### Đạn xuyên giáp đầu cứng (Armor Piercing Capped - APC)
Đạn xuyên giáp có tăng cường đầu thép cứng để xuyên các lớp giáp cứng mà không bị trượt. Sau đầu thép cứng là khối kim loại mềm tạo thành đệm để bám giáp nghiêng. Bên trong đạn bố trí một liều nổ mạnh. Đạn được dùng rộng rãi cho các loại đại bác trong Thế chiến 2. Đạn được người Đức phát kiến, sử dụng trong Hải quân đầu thế kỷ 20.

#### Đạn xuyên giáp đầu cứng chóp gió (Armor Piercing Capped, Ballistic Cap - APCBC)
Loại đạn này có kết cấu tương tự loại APC nhưng có thêm chóp gió ở mũi đạn để tạo hình dạng khí động học, làm giảm lực cản không khí, tăng tốc độ và tầm bắn của đạn.

#### Đạn xuyên giáp dưới cỡ nòng (Armor Piercing Composite, Rigid - APCR)
Xuất hiện năm 1941 trong quân Đức. Đạn gồm một lõi cứng có mật độ vật chất cao đặt trong một vỏ mềm nhẹ. Lõi cứng làm bằng vonphram. Loại đạn này không nhồi thuốc nổ, phần lõi cứng xuyên qua mục tiêu. Sau khi xuyên qua mục tiêu, tính chất đặc biệt của vật liệu làm lõi gây ra vụ nổ ở trong xe tăng hay xe bọc thép.

#### Đạn xuyên giáp bóp nòng
Đạn thiết kế lõi làm bằng vật liệu mật độ cao, không cứng. Nòng súng có thiết kế bóp lại phía trước, sử dụng phổ biến bởi quân đội Đức. Ví dụ; súng Schwere Panzer-Büchse 41 (Đức) bắn đạn 28mm ra khỏi nòng chỉ còn 20mm, súng 7,5 cm Pak 41 bắn đạn 75mm khi rời nòng chỉ còn 55mm. Loại đạn này chỉ được dùng một thời gian rất ngắn, vì thiết kế bắn làm giảm tuổi thọ nòng (có loại chỉ bắn được 1000 lần)

#### Đạn xuyên giáp tách guốc (Armor Piercing Discarding Sabot - APDS)

Đạn xuyên thép thoát vỏ ổn định bằng cánh của Pháp

Là đạn xuyên giáp tách guốc dưới cỡ nòng. Đạn này có phần lõi thép kẹp bởi guốc đạn. Thiết kế tách guốc nhằm làm tăng tốc độ cho lõi xuyên so với tốc độ của đạn xuyên giáp bằng cỡ không thoát vỏ. Lõi giảm cỡ đỡ thanh xuyên (KE).

#### Đạn xuyên giáp tách guốc cánh ổn định (Armor Piercing Fin Stabilized Discarding Sabot - APFSDS)

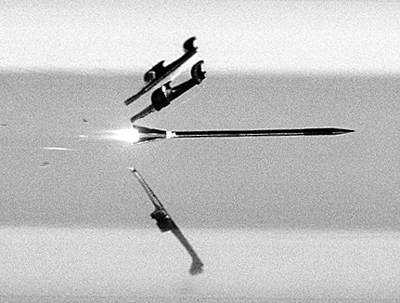
Đạn xuyên thép thoát vỏ ổn định bằng cánh (APFSDS) trên đường bay tại thời điểm các vỏ bọc đang tách ra khỏi lõi thép.

Thiết kế tương tự đạn xuyên giáp tách guốc, tăng cường thêm cánh định hướng ở đuôi. Đạn cũng có thể bắn từ pháo nòng xoắn, nhưng lắp trong cối quay chống xoáy trong nòng.

#### Lõi xuyên động năng (Kinetic Energy)
Đạn xuyên giáp tách guốc APDS và APFSDS đều mang lõi xuyên động năng (KE). Đây thực chất là bộ phận chiến đấu của đầu đạn. Lõi xuyên động năng là mũi tên đục thủng giáp mục tiêu. Lõi có thể làm từ vật liệu cứng nặng, như vật liệu gốc volphram, uranium nghèo. Thiết kế lõi xuyên không nhồi thuốc nổ, chỉ bố trí đuôi lửa. Đạn có lõi xuyên giáp dưới cỡ nòng thường nhẹ hơn các đạn khác, sơ tốc đạn cao, đường đạn tốt. Khả năng bay nhanh đến mục tiêu giúp chống mục tiêu di động một cách hiệu quả.

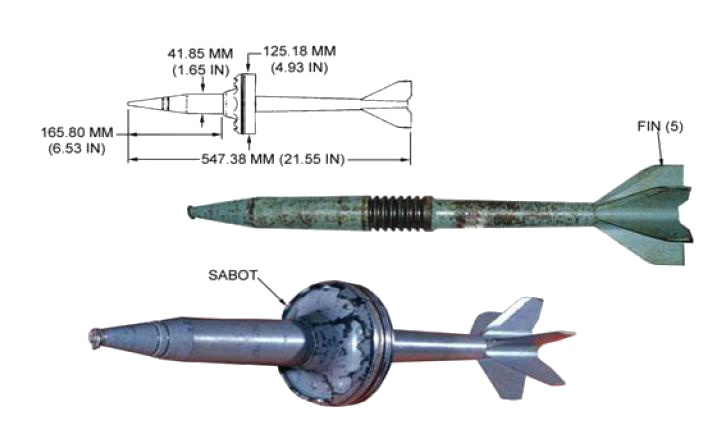
Một loại đạn APFSDS của Liên Xô cỡ đạn 125 mm và lõi xuyên dưới cỡ của nó

## Đạn súng cối
Đạn súng cối phổ biến nòng trơn ổn định cánh đuôi. Đạn súng cối đơn giản, rất rẻ. Liều phóng của đạn chứa ngay trong cán đuôi định hướng, bọc bởi ống giấy hay vậy liệu mềm. Khi bắn có thể bổ sung thêm liều phóng bằng cách quấn thuốc phóng đựng trong ống mềm quanh cán đuôi.
Một số đạn súng cối bắn trên pháo cối nòng xoắn, ổn định bằng phương pháp quay. Loại đạn này không có hình giọt nước, không có cánh đôi, bề ngoài trông như đạn pháo thông thường nhưng phần đuôi có kết cấu đặc biệt để có thể bắn trên pháo nòng xoắn.

### Phân loại

#### Theo cỡ đạn và phương pháp bắn

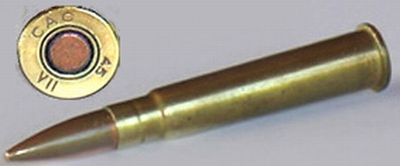
Một viên đạn súng cỡ 0.303

- Đạn súng
- Đạn pháo
- Đạn cối
- Đạn phản lực

#### Theo công dụng
a, Đạn 
- Đạn nổ phá
- Đạn sát thương
- Đạn nổ phá sát thương
- Đạn xuyên
- Đạn xuyên lõm

b, Đạn công dụng đặc biệt
- Đạn chiếu sáng
- Đạn cháy
- Đạn chỉ thị mục tiêu
- Đạn hóa học
- Đạn hơi cay
- Đạn khói
- Đạn truyền đơn

#### Theo chất nổ nhồi trong bom
- Đạn nổ mạnh
- Đạn hóa học
- Đạn cháy
- Đạn nhồi chất trơ (inert)